# Baltazar Šimunić
Baltazar Šimunić (Novigrad Podravski, 25. travnja 1775. − Weinhaus kraj Beča, 8./9. srpnja 1861.), hrvatski vojni zapovjednik, plemić, podmaršal poručnik u habsburškoj vojsci. 

## Životopis
Rodio se u Novigradu Podravskom. U svojstvu kadeta pridružio se varaždinskoj graničarskoj pukovniji 1800. godine. 
Sudjelovao je u napoleonskim ratovima, našavši se u habsburško-francuskim borbama u Hrvatskoj. 1809. ustrojene su dvije čete u Bilaju koje je vodio satnik Ivan Marojević, a jednu je vodio Baltazar Šimunić. Te su se čete borile protiv Francuza u bitci kod Bilaja. 28% bilajskih vojnika izbačeno je iz stroja smrću ili ranjavanjem, Bilaj je razrušen i popaljen uz velike žrtve, pučanstvo koje nije moglo biti u borbi iza Rebranićeve vojske izašlo je prema Gospiću, dok je većina bilajskih ratnika ili otišla s Rebrovićevom (Rebranićevom) vojskom ili se skrila u okolnim šumama.
Šimunić je poslije ratovao protiv Napoleona u Poljskoj u bitci kod Krakova 1809. godine i u Saskoj kod Dražđana 1813. godine. 
Sljedećih je desetljeća napredovao u činu do pukovnika 1834. godine, a general-bojnikom postao je 1840. godine. Nakon toga obnašao je dužnost vojnog zapovjednika u Zagrebu i Beču. 
Početkom 1848. promaknut je u podmaršala (feldmarschalleutnanta). Istaknuo se u ratu protiv Mađarske. Spominje ga se u drugom slovačkom ustanku kojim su se Slovaci na austrijska obećanja o ravnopravnosti naroda odazvali carskom pozivu u borbi protiv mađarskih ustanika. U zimskoj kampanji bile su dvije slovačke postrojbe, a manja od njih bila je slabije opremljena, jer ju je Šimunić tolerirao iz puke neophodnosti. Potkraj 1849. godine postavljen je na mjesto zapovjednika utvrde Komárnog. 
Odlikovan je Vojnim Redom Marije Terezije 1849. u činu podmaršala. 1850. godine postaje plemić, dobivši naslov baruna.
1853. godine je umirovljen. Memoari su mu objavljeni 1861. godine.

## Vanjske poveznice
- Portreti u grafičkoj zbirci HDA